# Virlet
Virlet – miejscowość i gmina we Francji, w regionie Owernia-Rodan-Alpy, w departamencie Puy-de-Dôme.
Według danych na rok 1990 gminę zamieszkiwało 238 osób, a gęstość zaludnienia wynosiła 14 osób/km² (wśród 1310 gmin Owernii Virlet plasuje się na 613. miejscu pod względem liczby ludności, natomiast pod względem powierzchni na miejscu 558).